# Циклин Е1
 G1/S-специфический циклин Е1  — белок, кодируемый у человека геном  CCNE1 .

## Функция
Белок, кодируемый этим геном относится к высококонсервативному семейству циклинов, члены которого характеризуется резкой периодичностью избытка белка в течение клеточного цикла. Циклины функционируют в качестве регуляторов CDK-киназ. Различные циклины проявляют отчетливую экспрессию и деградацию матриц, которые способствуют временной координации каждого митотического события. Этот циклин образует комплексы и функционируют в качестве регулирующей субъединицы CDK2, деятельность которой необходима для G1/S перехода клеточного цикла. Этот белок накапливается на границе раздела фаз G1-S и деградирует когда клетки проходят через S фазу. Избыточная экспрессия этого гена наблюдается при многих опухолях, поскольку она приводит к нестабильности хромосом, и, таким образом, может способствовать развитию опухолей. Этот белок был обнаружен связанным и участвовующим в, фосфорилировании белка NPAT (ядерный белок, отображается в локусе ATM), который участвует в клеточном цикле регулирования экспрессии генов гистонов. Он играет важную роль в продвижении прогрессирования клеточного цикла в отсутствие PRB. Существуют два альтернативных варианта транскриптов сплайсинга этого гена, кодирующих различные изоформы. Два дополнительных варианта сплайсинга были представлены, но подробной информации о нуклеотидной последовательности пока не имеется.

## Взаимодействия
Циклин Е1, как было выявлено, взаимодействуют с:
- CDC25A,[3][4]
- CDKN1B,[3][5]
- CUL3,[6]
- Cdk1,[3][7]
- Циклин-зависимая киназа 2,[3][7][8][9][5][10]
- HERC5,[11]
- P21,[8]
- Ретинобластомоподобный белок 2,[3][12] и
- SMARCA4.[3][13]